# Claude Fiévet
Claude Fiévet, né le 17 décembre 1865 à Valenciennes et mort le 26 janvier 1938 à Fontainebleau, est un compositeur français.

## Biographie
Claude Émile Ghislain Fiévet naît le 17 décembre 1865, vers 2 h, à Valenciennes (Nord), en la maison sis 1 place du Neuf-Bourg. Il est le fils d'Émile Gustave Fiévet (employé de la Compagnie des chemins de fer du Nord) et d'Élise Ghislaine Mauroy (native de Belgique), mariés l'un à l'autre et respectivement âgés de 28 et 24 ans.
Doué pour la musique, il étudie au conservatoire de Lille où il obtient le premier prix de violoncelle en 1886. Élève de Jules Delsart, il obtient au concours le poste de professeur dans ce conservatoire et exerce le même de violoncelle à celui de Valenciennes pendant une trentaine d'années,. Il intègre en outre la Société des auteurs, compositeurs et éditeurs de musique (SACEM) en 1893. Au cours de la Première Guerre mondiale, il est fait prisonnier civil en Allemagne. À son retour en France en 1915, il entre dans l'orchestre de l'Opéra de Paris,. Il est alors remarqué par Charles-Marie Widor, organiste titulaire à l'église Saint-Sulpice. À la suite d'un lancement d'appel à candidature dans les journaux orphéoniques, début novembre 1921, il vient à Fontainebleau où il est choisi comme nouveau chef de musique le 19 décembre,. Il devient également, à la mort de Mendels, directeur de la Philharmonique en cette ville où il fonde l'école municipale de Musique. Fiévet s'intéresse particulièrement au développement du goût et de l'étude de la musique parmi la jeunesse. Il est également élu à l'unanimité président de la Fédération des sociétés musicales de Seine-et-Marne et préside l'organisation de plusieurs concours de musique (à Valenciennes, à Maubeuge et, en 1937, à Fontainebleau). Il devient également conseiller municipal de Fontainebleau.
Il décède le 26 janvier 1938, vers 1 h 30, à Fontainebleau, en son domicile sis 44 boulevard du Maréchal-Joffre. Ses obsèques sont célébrées le 28 en l'église Saint-Louis de cette ville.

## Œuvre
Claude Fiévet compte deux centaines de titres à son actif : des pièces d'orchestre variées, des chœurs, des pièces d'orchestre d'harmonie-fanfare, deux opérettes, un opéra-comique Le Magicien, des œuvres de musique de chambre et de nombreuses transcriptions d'œuvres de compositeurs, notamment de Gabriel Fauré, Charles-Marie Widor, Ludwig van Beethoven, Robert Schumann, Jules Massenet.

## Biographie
- [Boscheron 2013] Hélène Boscheron, « Un gars de ch'nord en pays de Fontainebleau : Claude Fiévet (1865-1938) », Fontainebleau : la revue d'histoire de la ville et de sa région, no 4,‎ mai 2013, p. 69-72 (ISSN 2119-6710)
- [Boscheron 2021] Hélène Boscheron, « L'école de Musique « Claude Fiévet » : conservatoire de musique et d'art dramatique de Fontainebleau (1932-2022) », Fontainebleau : la revue d'histoire de la ville et de sa région, no 20,‎ novembre 2021, p. 6-7 (ISSN 2119-6710)